# Circuit de les Amèriques
El Circuit de les Amèriques (en anglès: Circuit of the Americas, abreujat COTA), de vegades anomenat "Circuit d'Austin", és un circuit de curses de 5,513 km de longitud situat al sud d'Austin (Texas), als Estats Units. Des del 2012 és la seu del Gran Premi dels Estats Units de Fórmula 1 i des del 2013, del Gran Premi de les Amèriques de motociclisme.

## Història

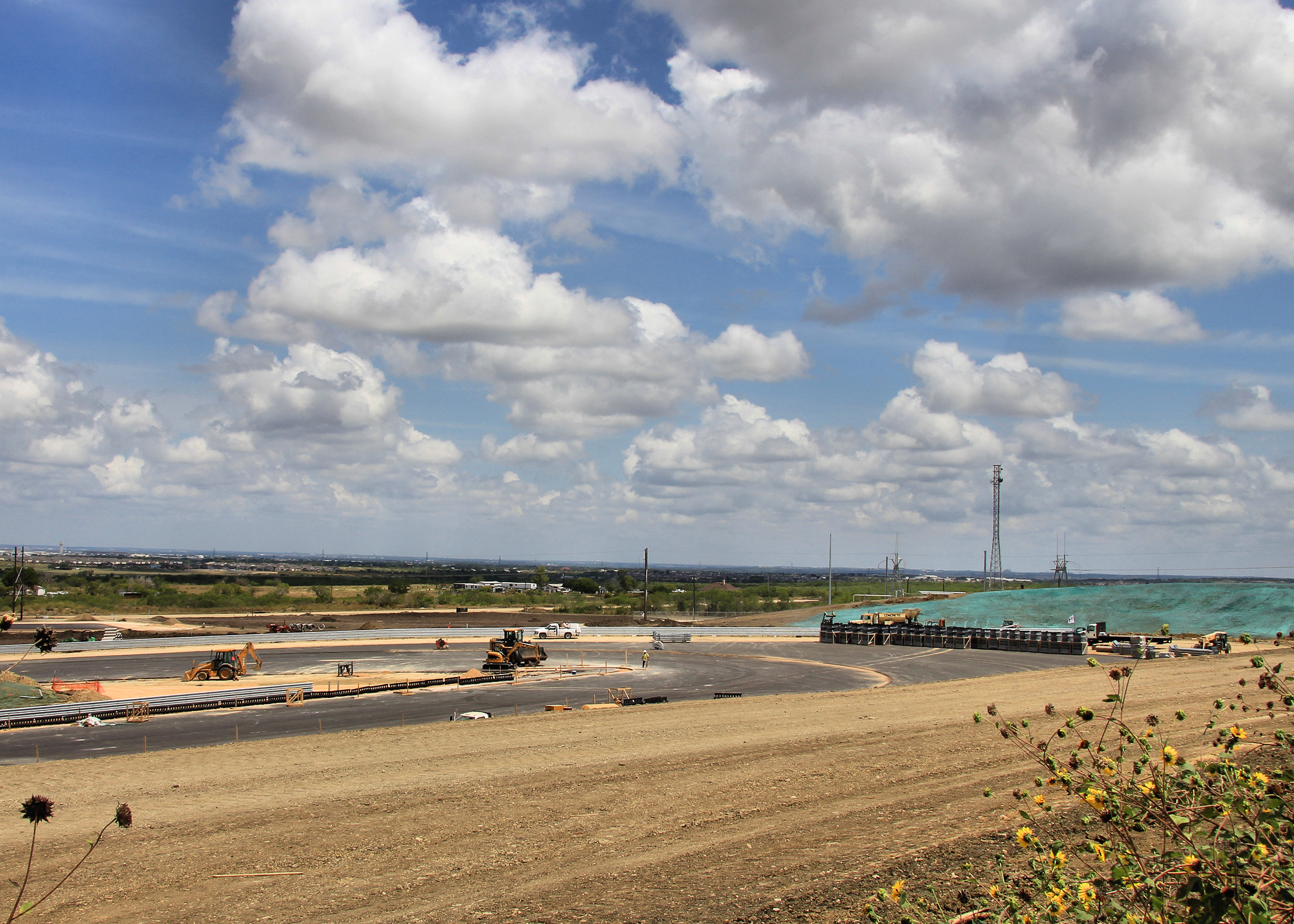
La forquilla del revolt 11 en construcció al juny del 2012

El circuit es va projectar amb l'objectiu de tornar a allotjar un Gran Premi de Fórmula 1 als Estats Units, on no se n'hi havia tornat a celebrar cap des del d'Indianapolis del 2007, així com un Gran Premi de motociclisme i altres proves de nivell. El promotor del projecte inicial, del 2010, va ser Tavo Hellmund i el disseny del circuit el va fer HKS, inc. sota la supervisió de l'arquitecte alemany Hermann Tilke, conegut dissenyador d'altres circuits internacionals.

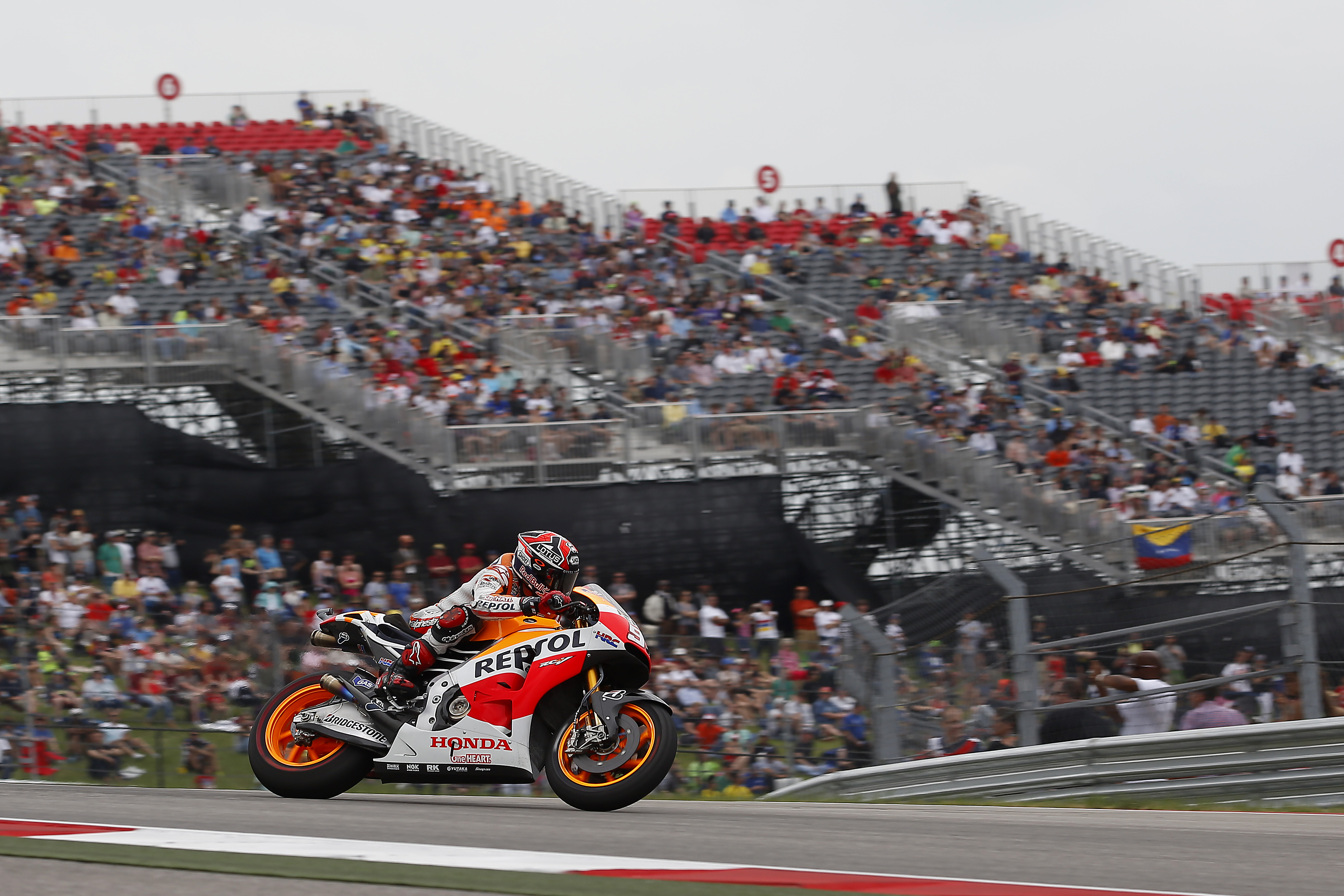
Marc Márquez camí de la victòria al Gran Premi del 2014

El novembre de 2011 es van suspendre les obres de construcció del circuit a causa d'una disputa entre els constructors de la instal·lació i els organitzadors de la cursa pel que fa a la cessió de contractes. Arran d'aquesta decisió, la cursa va ser eliminada del calendari del campionat del món, on ja havia estat inclosa, tot i que al desembre es va publicar el calendari definitiu en què es confirmava la presència del circuit com a seu del Gran Premi dels Estats Units del 2012. El 25 de setembre de 2012, el Circuit de les Amèriques va passar l'última inspecció, feta pel delegat de la FIA Charlie Whiting i al novembre va acollir el seu primer Gran Premi, que va guanyar Lewis Hamilton, amb McLaren.
Pel que fa al Gran Premi de motociclisme, la primera edició es va celebrar el 21 d'abril de 2013 i el guanyador de la cursa de MotoGP va ser Marc Márquez. Amb un total de 7 victòries a data de 2024, Márquez és qui més vegades ha guanyat aquesta cursa.

## Característiques
El circuit de les Amèriques es va construir al sud d'Austin, en una zona anomenada Wandering Creek, i té una capacitat per a 100.000 espectadors.

### Traçat
El circuit té una longitud de 5.513 metres i consta de 20 revolts, amb un desnivell total de 41 metres. Diverses parts del circuit s'inspiren en altres circuits de renom: hi ha un primer sector de revolts enllaçats (la seqüència Maggotts-Becketts-Chapel) molt semblant al de Silverstone, una part final similar a la de Hockenheimring i Istanbul Park i dues llargues rectes per a facilitar els avançaments. La superfície de la pista és deliberadament molt ampla en alguns punts per tal de permetre diferents trajectòries.

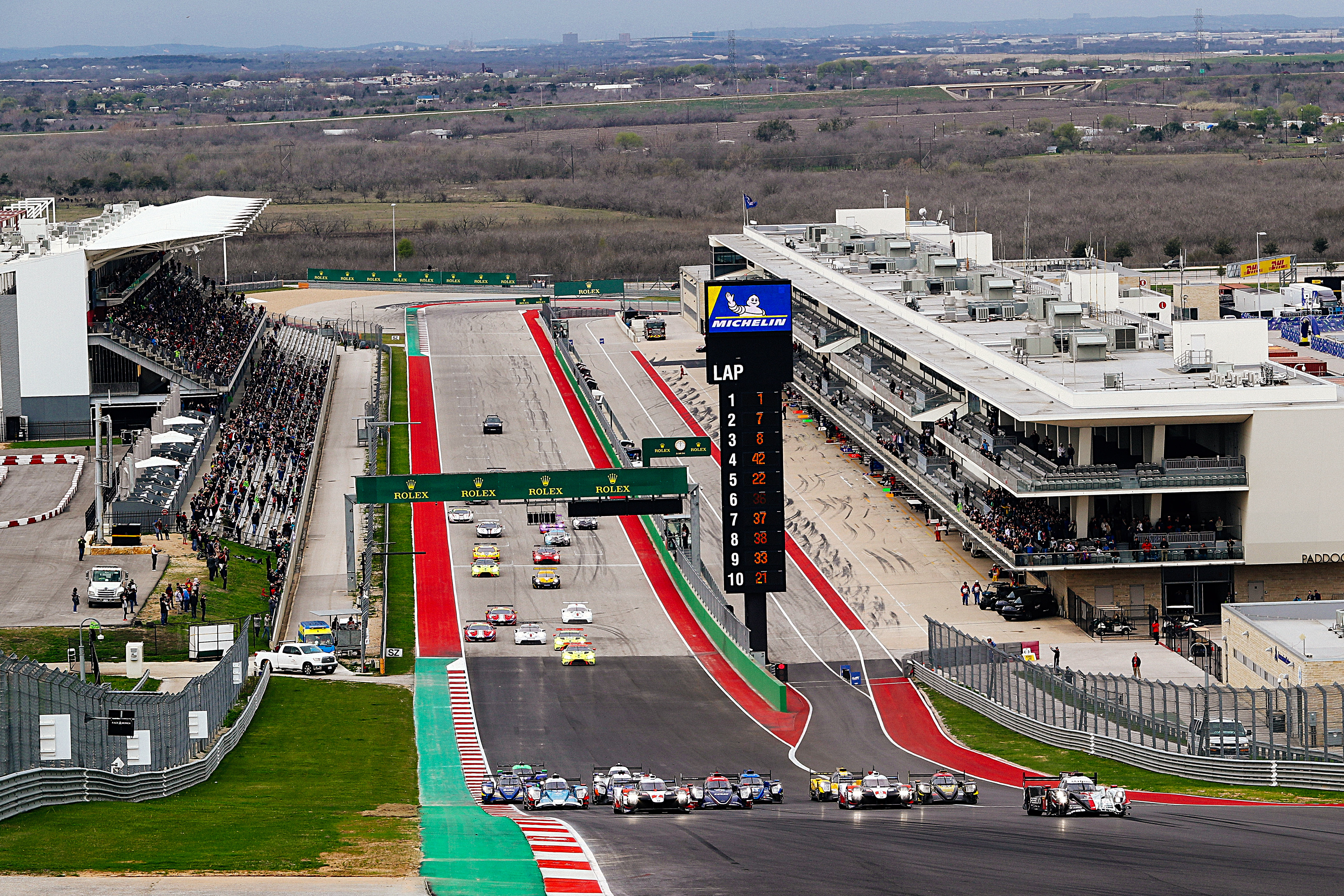
Sortida d'una cursa a Austin on s'aprecia la costeruda recta

Des de la recta de sortida, els conductors recorren una pujada amb un desnivell superior a l'11% i arriben al revolt 1, una petita forquilla amb el punt àpex situat al cim d'un turó. Des d'aquí es baixa cap a una ràpida seqüència de revolts en S per arribar al revolt cec 10 i a la forquilla del revolt 11. Tot seguit s'entra a la recta més llarga de la pista (1 km), abans de la forta frenada del revolt 12, la qual permet d'entrar al sector final, format per una part més lenta seguida d'un llarg revolt de baixada cap a la dreta amb diversos punts vèrtexs. Els dos últims revolts a l'esquerra condueixen a la recta inicial. El 19 de desembre de 2020, el primer revolt de la pista va ser rebatejat com a Big Red en honor al cofundador del circuit Red McCombs.
El rècord absolut del circuit, establert per Valtteri Bottas amb un Mercedes a la classificació per al Gran Premi dels Estats Units de 2019, és d'1'32"029.

### Torre panoràmica

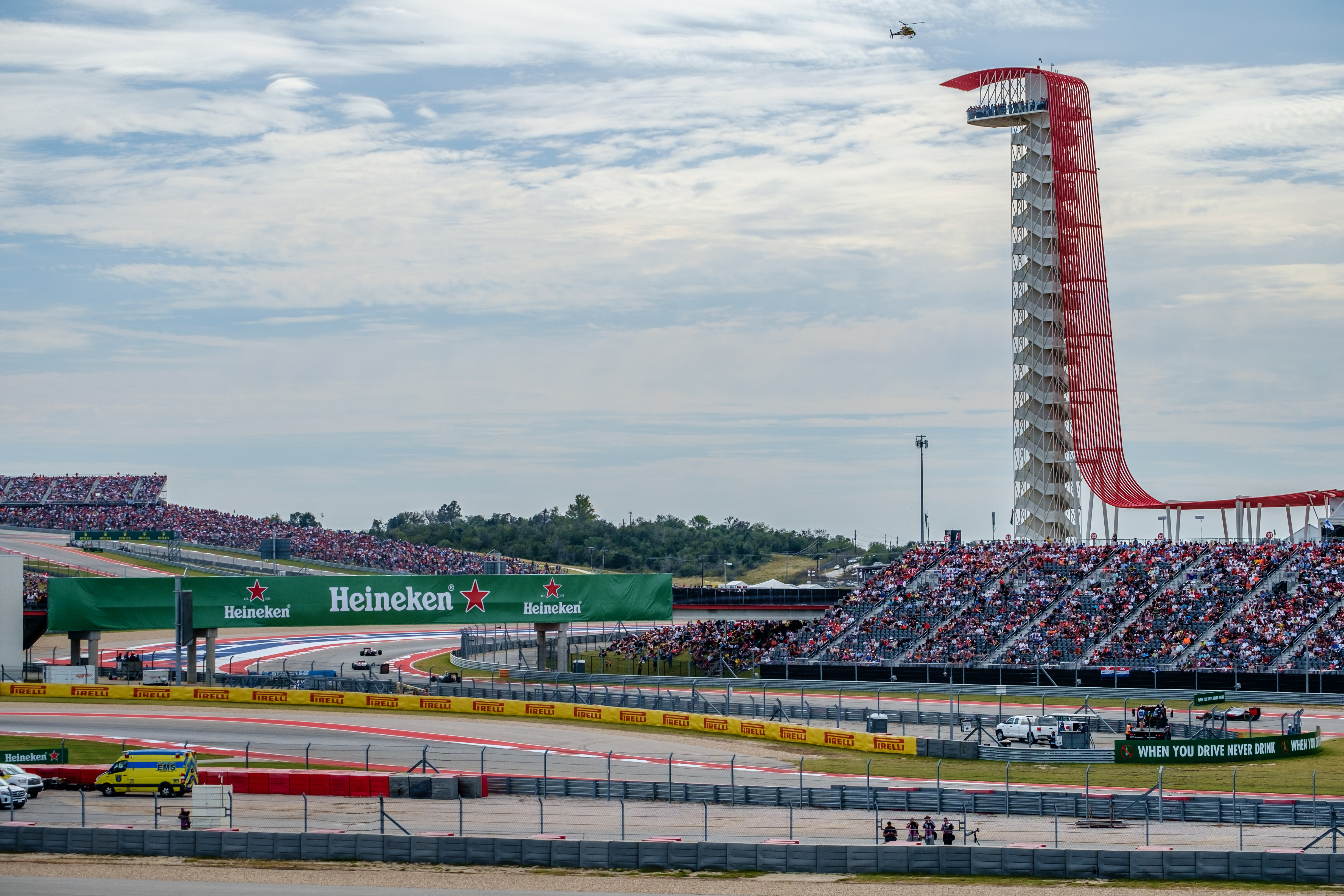
La torre panoràmica

El Circuit de les Amèriques compta amb una torre mirador de 77 m d'alçada dissenyada per Miró Rivera Architects i construïda per Patriot Erectors com a punt de referència del recinte. L'estructura de la torre consta d'un ascensor envoltat per una escala de cargol doble de 419 esglaons i ambdós condueixen a una plataforma d'observació a 70 m sobre el nivell del terra. La plataforma ofereix una panoràmica de 360° del circuit, així com vistes del centre d'Austin. La plataforma d'observació, accessible al públic previ pagament, pot acollir fins a 75 visitants i compta amb baranes i un terra de vidre. A més, un "vel" fet de 18 tubs d'acer vermell recorre gairebé tota l'altura de la torre, servint de dosser tant per a la plataforma d'observació com per a l'escenari de l'amfiteatre de sota. El disseny de la torre d'observació es va inspirar en imatges de cotxes esportius en moviment i es va triar el color vermell per tal d'imitar les esteles de llum que deixen els cotxes de curses a la nit.

### Amfiteatre Austin360

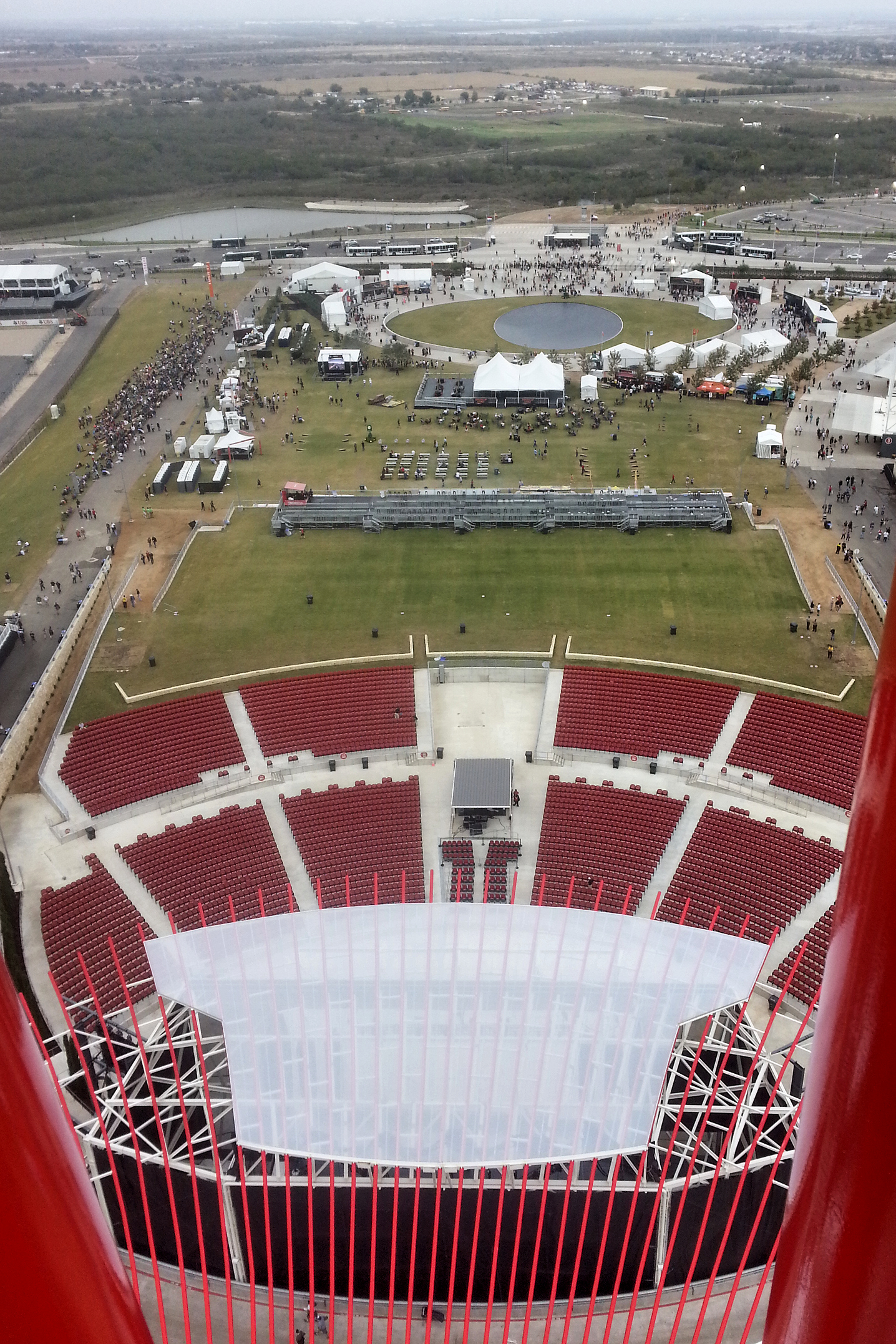
L'Austin360 vist de la torre estant

El 23 de juliol de 2012, el circuit va anunciar un acord amb Live Nation per a reservar grans concerts en un amfiteatre a l'aire lliure que es construiria a la base de la torre d'observació. Dissenyat també per Miró Rivera Architects, el local es va inaugurar a l'abril de 2013 amb un concert de Kenny Chesney. L'amfiteatre pot acollir fins a 14.000 espectadors amb 5.240 seients permanents reservats. Es poden configurar 1.700 seients més a la coberta anterior o 2.300 localitats més a peu dret. Les localitats, en general, estan situades en una zona de gespa inclinada darrere dels seients reservats.
L'equipament es va anomenar originalment Tower Amphitheatre però va ser rebatejat com a Austin360 Amphitheatre el març de 2013 i se'n vengueren els drets de marca a l'empresa d'entreteniment i esdeveniments del diari Austin American-Statesman.

## Guanyadors del GP dels Estats Units de F1 a Austin
A 31 de desembre de 2019
| Any  | Pilot            | Equip             | Resultats |
| ---- | ---------------- | ----------------- | --------- |
| 2019 | Valtteri Bottas  | Mercedes          | Resultats |
| 2018 | Kimi Räikkönen   | Ferrari           | Resultats |
| 2017 | Lewis Hamilton   | Mercedes          | Resultats |
| 2015 | Lewis Hamilton   | Mercedes          | Resultats |
| 2014 | Lewis Hamilton   | Mercedes          | Resultats |
| 2013 | Sebastian Vettel | Red Bull- Renault | Resultats |
| 2012 | Lewis Hamilton   | McLaren-Mercedes  | Resultats |